# 락톤
락톤(lactone)은 고리형(cyclic)의 카복실기(carboxylic)의  에스터(esters)이다.

## 관련 화합물
락탐은 락톤과 구조가 비슷하다.

## 락톤
락톤(lactone)은 고리 안에 ‘-COO-’를 가진 고리 에스터를 통틀어 이르는 말이다.

## 디글루쿠로놀락톤
디글루쿠로놀락톤(D-glucuronolactone)은 디(D-) 형태로 존재하는 글루쿠론산의 락톤(lactone)이다. 식물 고무 속에 다른 탄수화물과의 중합체로 들어 있다. 동물의 섬유 조직과 결합 조직의 중요한 구성 성분으로, 관절염의 치료 약으로 쓰인다. 화학식은 C6H8O6이다.

## 같이 보기
- 쿠마린
- 피토케미칼